# Haller (herb szlachecki)
Haller – herb szlachecki.

## Opis herbu
W tarczy czterodzielnej w krzyż, w polach pierwszym i czwartym, złotych po trzy zielone listki koniczyny, dwa i jeden, w polach drugim i trzecim, czerwonych krokiew (szewron) złota. W klejnocie trzy strusie pióra, srebrne między zielonym i czerwonym. Labry podbite złotem, z prawej zielone, z lewej czerwone

## Najwcześniejsze wzmianki
Nadany w 3 sierpnia 1793 przez cesarza Franciszka II Alojzemu Hallerowi, właścicielowi dóbr Polanka pod Krakowem wraz z przydomkiem von Hallenburg.

## Herbowni
Haller von Hallenburg